# Omnichannel
Omnichannel ist ein kanalübergreifendes Geschäftsmodell für Unternehmen zum Verbessern des Kundenerfahrungsmanagements. Der Ansatz wird in den Bereichen Gesundheitswesen, Regierungsbehörden und Finanzdienstleistungen sowie in der Einzelhandels- und Telekommunikationsbranche genutzt, wobei als Kanäle z. B. physische Standorte, FAQ-Webseiten, soziale Medien, Live-Webchats, mobile Anwendungen und Telefonkommunikation zum Einsatz kommen. Unternehmen, die das Omnichannel-Konzept umsetzen, argumentieren, dass Kunden über mehrere Kanäle gleichzeitig in ständigem Kontakt mit einem Unternehmen sein möchten.

## Begriffsabgrenzung
Mit Multichannel und Crosschannel existieren zwei weitere Begriffe, die kanalübergreifende Geschäftsmodelle beschreiben. Eine Unterscheidung kann über das Ausmaß der Integration der Kanäle getroffen werden.
- Multichannel bedeutet lediglich, dass ein Unternehmen mehrere unterschiedliche Kanäle für Kunden anbietet. Die Kanäle können dabei unabhängig voneinander organisiert sein.
- Der Begriff Crosschannel beschreibt die Erfahrung eines Kunden, der eine Kombination aus mehreren verschiedenen Kanälen für den gleichen Kauf verwendet. Dafür ist ein Austausch über die Kanäle notwendig und es werden beispielsweise Konzepte wie Click and Collect möglich. Dabei wird etwa online bestellt und die Ware später in einem Geschäft abgeholt.
- Omnichannel beschreibt die gleichzeitige Nutzung von zwei oder mehreren Kanälen, wie die Verwendung eines Mobiltelefons während des Einkaufs in einem Ladenlokal. Der Begriff wird auch verwendet, um die Konsistenz zwischen verschiedenen Kanälen zu beschreiben. Dies bedeutet, dass die auf einem Kanal gespeicherten Daten, Konfigurationen oder Einstellungen eines Kunden auf allen anderen Kanälen gespeichert und berücksichtigt werden.[7] „Omnis“ als das lateinische Wort für „jede“/„alle“ bezeichnet in „Omnichannel“ die Integration aller physischen Kanäle (offline) und digitalen Kanäle (online), um ein nahtloses und einheitliches Kundenerlebnis zu bieten.[8][9]

## Geschichte
Der Ursprung des Omnichannel-Konzepts geht auf die Einführung der so genannten Kundenzentrierung durch Best Buy zurück, mit der das Unternehmen im Jahr 2003 der Elektronikabteilung von Walmart Konkurrenz bieten wollte. Das Unternehmen entwickelte einen Ansatz, bei dem der Kunde im Ladengeschäft und online im Mittelpunkt steht und Postsales-Support geboten wird. Der ursprünglich für den Einzelhandel geprägte Begriff „Omnichannel“ wurde in der Gesundheits- und Finanzdienstleistungsbranche übernommen.

### Finanzbranche
Omnichannel-Banking wurde als Reaktion auf die Beliebtheit von digitalen Banktransaktionen über Geldautomaten, das Web und mobile Anwendungen entwickelt. Zu den beliebtesten Aspekten von Omnichannel-Banking zählen die nahtlose Integration der Kanäle, die Individualisierung der Kanäle für die Kunden und die Vermarktung weiterer Kanaloptionen. Die Banken erhalten fundierte Informationen über Kunden, um Kundenbeziehungen aufzubauen und die Rentabilität zu steigern.

### Regierungsbehörden
2009 begannen Regierungsbehörden mit der Nutzung des Omnichannel-Ansatzes über Twitter. Regierungsbehörden entwickelten Schnittstellen für das Web und Mobilgeräte, um die Bürgerfreundlichkeit zu verbessern und den Bürgerkontakt zu personalisieren. Das Omnichannel-Konzept wird für die Kommunikation mit den Bürgern über die Plattform ihrer Wahl verwendet, und anhand von Feedback wird die Bürgerfreundlichkeit untersucht, um den Service zu verbessern.

### Gesundheitsbranche
Aufgrund der Fragmentierung zwischen Gesundheitsanbietern, Krankenhäusern, Pharmaunternehmen und Patienten soll mit dem Omnichannel-Konzept das Kundenerlebnis in der Gesundheitsbranche verbessert werden. Beim Omnichannel-Konzept in der Gesundheitsbranche geht es um die Integration von Daten, Technologien, Inhalten und Kommunikation, während die Ergebnisse von Patientenuntersuchungen über digitale Kanäle koordiniert werden.

### Telekommunikationsbranche
Obwohl die Telekommunikationsbranche mit ihrer Infrastruktur das Rückgrat digitaler Omnichannel-Angebote anderer Branchen bereitstellt, wurde spät in entsprechende Leistungen für die eigenen Endkunden investiert. Kundenzufriedenheit wurde mehr über Netzqualität, Service-Hotlines und das Produktangebot, als über eine personalisierte Nutzererfahrung definiert. Letztere hat etwa seit dem Jahr 2015 die höchste strategische Priorität in der Branche, allerdings befanden sich auch im Jahr 2016 noch 70 Prozent der Anbieter in einer frühen Phase der Omnichannel-Umsetzung.

### Einzelhandel
Im Omnichannel-Einzelhandel werden für das Einkaufserlebnis des Kunden einschließlich der Recherche vor dem Einkauf verschiedene Kanäle genutzt. Zu diesen Kanälen zählen Einzelhandelsgeschäfte, Onlineshops, Online-Marktplätze und Plattformen (wie zum Beispiel Amazon.com, Otto.de oder eBay.com), Käufe über Mobilgeräte, Käufe über spezielle Apps auf Mobilgeräten, Käufe über das Telefon (Bestellhotlines) und jede weitere Methode für Transaktionen mit Kunden. Die Transaktionen umfassen Suche, Kauf, Rückgabe sowie Presales- und Postsales-Service. Die Käufer können durch die übergreifende Nutzung von Kanälen und Geräten mehr Läden bzw. Stores besuchen, wann und wie sie möchten. Die Kunden haben die Möglichkeit, verschiedene Kanäle zum Einkaufen zu nutzen und beispielsweise über einen Onlineshop zu bestellen, die Ware aber im Ladengeschäft abzuholen (Click and Collect). Viele Kunden suchen heute nicht mehr über Suchmaschinen nach Produkten, sondern besuchen gleich die entsprechenden Online-Marktplätze. Verkäufer mit einer Omnichannelstrategie können so eine Vielzahl von umsatzstarken Vertriebskanälen nutzen.